# Lijst van beschermd onroerend erfgoed in Sint-Lambrechts-Woluwe
Een overzicht van het beschermde onroerend erfgoed in Sint-Lambrechts-Woluwe. Het beschermd onroerend erfgoed maakt deel uit van het cultureel erfgoed in België.
| Object                                                                             | Datum beschermd? | Bouwjaar/architect         | Stijl                       | Typologie                                  | Adres                                                                             | Coördinaten | Id-nummer?  | Afbeelding                                                  |
| ---------------------------------------------------------------------------------- | ---------------- | -------------------------- | --------------------------- | ------------------------------------------ | --------------------------------------------------------------------------------- | ----------- | ----------- | ----------------------------------------------------------- |
| Grove den (Pinus sylvestris)                                                       |                  |                            |                             | Opmerkelijke boom                          | DENNENBOSLAAN 56                                                                  |             | 2278-0051/0 |                                                             |
| Drie gebouwen met een enige gevel en rode beuk in de tuin van n° 165               |                  | 1900                       | Classicistisch eclecticisme | Varia                                      | BRAND WHITLOCKLAAN 163 - 167                                                      |             | 2278-0039/0 |                                                             |
| Kapel van Lenneke Mare en tuin die haar omgeeft                                    | 02/12/1959       |                            | Gotisch                     | Groene omgeving van een kerk               | KAPELLAAN 37 , EMILE VANDERVELDELAAN 0                                            |             | 2278-0005/0 |                                                             |
| Kapel van Lenneke Mare                                                             | 02/12/1959       |                            | Gotisch                     | Kapel                                      | KAPELLAAN 37                                                                      |             | 2278-0004/0 | Kapel van Lenneke Mare                                      |
| Devos Huis - Gemeentelijk museum                                                   | 01/04/2010       | 1893-1912                  | Pittoresk                   | Villa                                      | KARRESTRAAT 38 - 40                                                               |             | 2278-0043/1 | Devos Huis - Gemeentelijk museum                            |
| Lindekemalemolen en omliggende gronden                                             | 30/03/1989       |                            | Landelijke architectuur     | Halfnatuurlijk landschap                   | JEAN-FRANCOIS DEBECKERLAAN 6 - 48, WOLUWEDAL 0 , STRUYKBEKENWEG 0 , STADIONLAAN 0 |             | 2278-0010/0 | Lindekemalemolen en omliggende gronden                      |
| Voormalig domein Lindthout                                                         | 04/09/2002       | ing)Gebouwd:1876           | Neo-Vlaamse renaissance     | Gebouw(en                                  | TWEELINDENLAAN 2 , BRAND WHITLOCKLAAN 55                                          |             | 2278-0044/0 | Voormalig domein Lindthout                                  |
| Gebouw met publicitaire muurschildering Sano & L'Alsacienne                        | 01/04/2004       |                            |                             | Reclamebord                                | GEORGES HENRILAAN 350 - 352, PREKELINDENLAAN 103                                  |             | 2278-0052/0 | Gebouw met publicitaire muurschildering Sano & L'Alsacienne |
| Koninklijk Instituut voor doven, stommen en blinden                                |                  | 1878 H. JAUMOT             | Neogotisch                  | School                                     | GEORGES HENRILAAN 278 - 284                                                       |             | 2278-0040/0 | Koninklijk Instituut voor doven, stommen en blinden         |
| Okkernotenboom (Juglans regia)                                                     |                  |                            |                             | Opmerkelijke boom                          | LOUIS GRIBAUMONTLAAN 91                                                           |             | 2278-0060/0 |                                                             |
| Voormalige hoeve Hof ten Berg                                                      | 17/04/1997       | 1750                       | Landelijke architectuur     | Functioneel geheel                         | HOF TEN BERG 20 - 22, THEODORE DE CUYPERGAARDE 0 - 0                              |             | 2278-0015/0 | Voormalige hoeve Hof ten Berg                               |
| Gemeentehuis van Sint-Lambrechts-Woluwe                                            | 13/04/1995       | 1938 Joseph DIONGRE        | Modernisme                  | Gemeentehuis                               | PAUL HYMANSLAAN 2                                                                 |             | 2278-0032/0 | Gemeentehuis van Sint-Lambrechts-Woluwe                     |
| Voormalig gemeentehuis van Sint-Lambrechts-Woluwe ('t Slot)                        |                  | 1802                       | Neoclassicistisch           | Gemeentehuis                               | MADYOLSTRAAT 5 , SINT-LAMBERTUSKERKSTRAAT 0                                       |             | 2278-0031/0 | Voormalig gemeentehuis van Sint-Lambrechts-Woluwe ('t Slot) |
| Hof ter Musschen of Ferme des Moineaux                                             | 08/08/1988       | 1741                       | Landelijke architectuur     | Hoeve                                      | EMMANUEL MOUNIERLAAN 2                                                            |             | 2278-0009/0 | Hof ter Musschen of Ferme des Moineaux                      |
| Verbrande Molen                                                                    | 09/04/1943       |                            |                             | Windmolen                                  | EMMANUEL MOUNIERLAAN 0 , KLAKKEDELLESTRAAT 0                                      |             | 2278-0003/0 | Verbrande Molen                                             |
| Voormalige woning en atelier van beeldhouwer Oscar Jespers                         | 16/03/1995       | 1928 Victor BOURGEOIS      | Modernisme                  | Kunstenaarswoning en atelier               | ERFPRINSLAAN 149                                                                  |             | 2278-0020/0 |                                                             |
| Geheel van art-nouveauhuizen                                                       |                  |                            | Art nouveau                 | Architecturaal geheel                      | KRUISDAGENLAAN 15 - 21                                                            |             | 2278-0045/0 | Geheel van art-nouveauhuizen                                |
| Roodebeek Park                                                                     |                  |                            |                             | Park                                       | ROODEBEEKSTEENWEG 0 , KARRESTRAAT 0 ,                                             |             | 2278-0028/0 |                                                             |
| Villa van de schilder Montald                                                      |                  | 1909 Henri VAN MASSENHOVE  | Cottage                     | Villa met schildersatelier                 | ROODEBEEKSTEENWEG 272                                                             |             | 2278-0038/0 | Villa van de schilder Montald                               |
| Voormalige boerderij Hof ter Cauwerschueren                                        | 03/03/2005       |                            | Landelijke architectuur     | Hoeve en omgeving                          | ROODEBEEKSTEENWEG 155                                                             |             | 2278-0049/0 |                                                             |
| Geheel van het Heilig-Hartplein                                                    | 07/12/1984       |                            | Renaissance                 | Onbepaald                                  | HEILIG-HARTPLEIN 0 , VOOTSTRAAT 0 ,                                               |             | 2278-0008/0 |                                                             |
| Sint-Lambertuskerk: oud deel van de kerk, oud kerkhof, afsluitingsmuur en omgeving | 27/04/1942       |                            |                             | Groene omgeving van een kerk               | HEILIG-HARTPLEIN 0                                                                |             | 2278-0002/0 |                                                             |
| Sint-Lambertuskerk                                                                 | 27/04/1942       | 1939 Chrétien VERAART      | Niet gedefinieerd           | Kerk                                       | HEILIG-HARTPLEIN                                                                  |             | 2278-0001/0 | Sint-Lambertuskerk                                          |
| 't Hof van Brussel                                                                 | 28/04/1994       |                            |                             | Gebouw en omgeving                         | HEILIG-HARTPLEIN 10 , DONKERSTRAAT 0 , BANIERENSTRAAT 0 ,                         |             | 2278-0011/0 | 't Hof van Brussel                                          |
| Heilige Familiekerk                                                                | 02/07/1992       | S. Van Craen               |                             | Kerk                                       | HEILIGE-FAMILIEPLEIN 0                                                            |             | 2278-0016/0 |                                                             |
| Art-nouveauvilla                                                                   |                  | Paul VIZZAVONA             | Art nouveau                 | Villa                                      | VERGOTESTRAAT 36                                                                  |             | 2278-0018/0 | Art-nouveauvilla                                            |
| Gemeenteschool Vervloesem                                                          |                  | 1910                       | Eclecticisme                | School                                     | VERVLOESEMSTRAAT 36                                                               |             | 2278-0023/0 | Gemeenteschool Vervloesem                                   |
| Geheel gevormd door het landgoed Voot                                              | 24/01/1984       | 1905                       | Neoclassicisme              | Onbekend                                   | VOOTSTRAAT 67 , SINT-LAMBERTUSPLEIN 00                                            |             | 2278-0007/0 |                                                             |
| Bosmassief van het Maloukasteel                                                    | 07/10/1993       |                            |                             | Park                                       | WOLUWEDAL 00 , VOOTSTRAAT 0 , STOKKELSE STEENWEG 0 ,                              |             | 2278-0017/0 |                                                             |
| Bronnenpark op Sint-Lambrechts-Woluwe                                              | 28/04/1994       |                            |                             | Park                                       | WOLUWEDAL 000 , FABRYSTRAAT 0 , STATIONSSTRAAT VAN                                |             | 2278-0047/0 |                                                             |
| De weiden van Hof ter Musschen                                                     | 09/06/1994       |                            |                             | Groene omgeving van een boerderij of molen | WOLUWEDAL 0                                                                       |             | 2278-0019/0 |                                                             |
| Landschap van de Vellemolenweg                                                     |                  |                            |                             | Halfnatuurlijk landschap                   | VELLEMOLENWEG 0 , WOLUWEDAL 0 , EMILE VANDERVELDELAAN 0                           |             | 2278-0026/0 |                                                             |
| Sint-Hendrikskerk                                                                  | 04/03/2004       | 1908-1911 Julien WALCKIERS | Neogotisch                  | Kerk                                       | SINT-HENDRIKSVOORPLEIN 0                                                          |             | 2278-0041/0 | Sint-Hendrikskerk                                           |
| Sint-Hendrikskerk                                                                  |                  | 1908-1911 Julien WALCKIERS | Neogotisch                  | Kerk                                       | SINT-HENDRIKSVOORPLEIN 0                                                          |             | 2278-0041/1 | Sint-Hendrikskerk                                           |
| Voormalige herenhuis Het Slot                                                      | 26/05/1975       | 1500                       | Renaissance                 | Kasteel                                    | VELLEMOLENWEG 37                                                                  |             | 2278-0006/0 | Voormalige herenhuis Het Slot                               |